# Jacques Huber
Jacques Huber (Schleitheim, 13 ottobre 1867 – Belém, 18 febbraio 1914) è stato un botanico svizzero naturalizzato brasiliano.
Lavorò molto sulla flora dell'Amazzonia dal 1895 fino alla sua morte. Creò e organizzò l'erbario e l'arboreto a Belém, in Brasile, e fu direttore del Museu Paraense Emílio Goeldi dal 1907 fino alla sua morte.

## Opere
- Materiaes para a flora amazonica (Vol. 1)
- Materiaes para a flora amazonica (Vol.2)
- Materiaes para a flora amazonica (Vol.5)
- Materiaes para a flora amazonica (Vol.6)
- Materiaes para a flora amazonica (Vol.7)